# 七色の明日 〜brand new beat〜/Your Color
『七色の明日 〜brand new beat〜／Your Color』（なないろのあした ブランニュー ビート／ユア カラー）は、BoAの20枚目のシングル。2006年4月5日にavex traxから発売された。

## 概要
前作『Everlasting』から約3か月を経てのリリースであり、2006年2作目のシングル。また、両A面シングルであり、「七色の明日 〜brand new beat〜」は、コーセー「Fasio」のCMソング、「Your Color」は、マイクロソフト社ゲーム「NINETY-NINE NIGHTS」のテーマソングとして使用されており、2曲ともそれぞれタイアップが付いている。本作からDVD付き初回限定盤と通常盤の2種リリース方式が採用された。
本作のコンセプトは「恋愛」であり、「七色の明日 〜brand new beat〜」は、恋をした瞬間の心情を歌っているハッピーなダンスナンバーであり、PVでもBOAはダンスを披露している。「Your Color」は、1曲目とは対照的に恋人と会えない時間の心情を描いているバラードソングである。
hotexpressの元井庸介は、どちらの楽曲も「恋愛」というテーマを持っているが、1曲目は明るくハッピーな「動」の曲と、不安や苦しさなどの葛藤を描いた「静」の曲を収めているので、歌声も「七色の明日 〜brand new beat〜」ではエネルギッシュに、「Your Color」ではしっとりと歌い上げており、不安を抱える人々に後押しをするようなシングルになったと語っている。
2006年4月12日付のオリコン週間シングルチャートで3位を獲得。同チャートのTOP3へのランクインは16枚目のシングル「DO THE MOTION」以来。また、「iTunes BEST of 2006」で10位にランクインした。

## 収録曲

### CD
1. 七色の明日 〜brand new beat〜
作詞：BoA・MIZUE、作曲：野井洋児、編曲：今井大介・Chikara "Ricky" Hazama
  - コーセー「Fasio」CMソング
2. Your Color
作詞：Satomi、作曲：山口寛雄、編曲：h-wonder
  - マイクロソフト社ゲーム「NINETY-NINE NIGHTS」テーマソング
3. 七色の明日 〜brand new beat〜（TV MIX）
4. Your Color（TV MIX）

### DVD
1. 七色の明日 〜brand new beat〜 (Video clip)
2. 七色の明日 〜brand new beat〜 (Video clip Dance Ver.)